# Peeter Puide
Peeter Puide född 11 oktober 1938 i Pärnu, Estland, är en svensk författare och översättare.
Puide flydde till Sverige i andra världskrigets slutskede. Hans litterära debut skedde 1981 med diktsamlingen Överlevande.

## Priser och utmärkelser
- Svenska Dagbladets litteraturpris 1983